# Christians Brygge
Christians Brygge er en gade og havnefront, der hovedsageligt ligger langs med den sydøstlige side af Slotsholmen i København. I nordøst er den forbundet med Niels Juels Gade via Christian IV's Bro. I sydvest fortsætter den over Bryghusbroen og et kort stykke på Sjælland, før den passerer under Langebro og bliver til Kalvebod Brygge. Gaden indgår ligesom de tilstødende gader i Ring 2.
Gaden blev oprindeligt navngivet Christiansgade i 1869 efter den daværende kong Christian 9.. Navnet blev ændret til det nuværende i 1954 i forbindelse med en planlagt omlægning af gaden, der blev gennemført i 1962. I dag ligger der både gamle bygninger langs gaden som Christian 4.s Bryghus og moderne bygninger som Det Kongelige Biblioteks tilbygning Den Sorte Diamant og den kommende bygning for Dansk Arkitektur Center.

## Historie
Gaden blev anlagt i forbindelse med opfyldningen af Tøjhushavnen i 1868 og fik navnet Christiansgade året efter. På det tidspunkt gik den kun til Vester Voldgade, da Rysensteen Bastion fra Københavns gamle Vestervold endnu ikke var blevet fjernet. Den daværende Langebro lå udfor enden af Vester Voldgade, og ved siden af lå Druknehuset fra 1806, hvor drukneofre blev opbevaret, før de blev identificeret. Ved bastionen lå der desuden et offentlig havbad, Rysensteens Badeanstalt. En anden bygning i den nye gade var Kongens Bryghus, der oprindeligt havde haft til huse i en militær bygning på Slotsholmen, men som var flyttet til en ny bygning på den anden side af Frederiksholms Kanal i 1771.
Efter at Vestervold blev fjernet, blev Christiansgade forlænget til et kryds med den nye Vester Boulevard (nu H.C. Andersens Boulevard), der blev anlagt i 1890. Langebro blev flyttet til ud for den nye boulevard i 1902. Druknehuset blev revet ned samme år, mens badeanstalten blev pillet fra hinanden og delvist genopbygget på den anden side af havnen i 1905.
Den nuværende Langebro, der åbnede i 1954, blev anlagt så højt, at den kom til at gå over Christiansgade, der derved fik uhindret forbindelse med Kalvebod Brygge. Samme år skiftede gaden navn til Christians Brygge, dels for at undgå forvekslinger med Kristianiagade, og dels fordi der var planer om at omlægge gaden langs med kajen. Hidtil havde den i øst haft en nordligere forløb, der endte med passagen ved siden af Børsen. I 1962 blev den imidlertid omlagt til at følge kajen, før den blev ført under Knippelsbro og forbundet med Christian IV's Bro. En del af det gamle gadeforløb kan stadig genkendes, men ved Slotsholmsgade er Tjæreborgbygningen blevet anlagt henover den.

## Bygninger
Den nok mest markante bygning langs med gaden er Det Kongelige Biblioteks tilbygning Den Sorte Diamant, der blev opført efter tegninger af Schmidt Hammer Lassen og som åbnede i 1999. To skyways i glas over gaden giver tørskoet forbindelse til de gamle bygninger. Bag de gamle bygninger ligger Det Kongelige Biblioteks Have og ved siden af den to brolagte passager, der forbinder Christians Brygge med Christiansborg og Tøjhusgade. Den nordøstlige passage hedder Proviantpassagen efter Proviantgården, som den ligger langs med. Christian 4.'s gamle arsenal, tøjhuset, på den anden side af bibliotekshaven huser nu Tøjhusmuseet.
Bygningskomplekset kaldet Tjæreborg, på grund af den mørke fremtræden med facader af mørkegrøn marmor og kobber, (Christians Brygge 6) blev opført af arkitekterne Thomas Havning og Svenn Eske Kristensen fra 1961 til 1968 og er hjemsted for Justitsministeriet.
I nr. 26 ligger kontorbygningen Ny Christiansborg, der blev opført i historicistisk stil efter tegninger af Knud Arne Petersen i 1907. Det huser blandt andet det amerikanske handelskammer.
Pr. 2016 er bygningen BLOX, der er tegnet af Rem Koolhaas til blandet brug, under opførelse på Bryghusgrunden. Bygningen kommer til at gå over gaden og opføres af Realdania for at skabe mere aktivitetet i området. Den kommer til at huse Dansk Arkitektur Center og Realdania samt lejligheder og restauranter.

## Kunst
På Søren Kierkegaards Plads står Elisabeth Toubros abstrakte skulptur Urban Fractal fra 2000. Desuden har Mogens Møller lavet kunst med vand på pladsen.
I 2009 blev en bronzeafstøbning af Anne Marie Carl-Nielsens skulptur Havfrue opsat ved kajen udfor Den Sorte Diamant. Afstøbningen var en gave fra Carl Nielsen og Anne Marie Carl-Nielsens Legat til Det Kongelige Bibliotek, der råder over alle Carl Nielsens kompositioner og breve, herunder næsten 500 breve fra hans kone Anne Marie. Carl-Nielsen gengav sin havfrue på en noget mere dramatisk vis end Edvard Eriksens meget mere berømte og ni år ældre Den lille havfrue ved Langelinie længere mod nord.
Udfor Proviantpassagen står der en bronzeafstøbning af en græske statue af Demosthenes. Herman Wilhelm Bissens Istedløven stod tidligere udfor porten til Tøjhusmuseet, men den blev flyttet tilbage til sin oprindelige placering i Flensborg i 2011.

## Transport
I 2015-2016 anlagdes en ny cykelsti langs med kajen som en del af den 13 km lange gang- og cykelsti Havneringen omkring den centrale del af Københavns Havn. En underføring der etableres som en del af BLOX-projektet skal gøre det nemmere for fodgængere at få adgang til vandet.
Havnebusserne har stoppested ved Den Sorte Diamant.